# Platycerium
Platycerium is een geslacht van varens uit de eikvarenfamilie (Polypodiaceae). De soorten komen voor in de (sub)tropische delen van de Oude Wereld en verder in Peru en Bolivia.

## Soorten
- Platycerium alcicorne (P.Willemet) Desv.
- Platycerium andinum Baker
- Platycerium bifurcatum (Cav.) C.Chr.
- Platycerium coronarium (Konig) Desv.
- Platycerium elephantotis Schweinf.
- Platycerium ellisii Baker
- Platycerium grande (A.Cunn. ex Hook.) J.Sm.
- Platycerium hillii T.Moore
- Platycerium holttumii Jonch. & Hennipman
- Platycerium madagascariense Baker
- Platycerium quadridichotomum (Bonap.) Tardieu
- Platycerium ridleyi Christ
- Platycerium stemaria (Beauv.) Desv.
- Platycerium superbum Jonch. & Hennipman
- Platycerium veitchii (Underw.) C.Chr.
- Platycerium wallichii Hook.
- Platycerium wandae Racib.